# Castalia martensi
Castalia martensi é uma espécie de bivalve da família Hyriidae.
É endémica do Brasil.